# 瑞信证券
北京证券有限责任公司，原称瑞信方正证券有限责任公司和瑞信证券（中国）有限公司，是由瑞士信贷集团与方正证券于2008年10月24日成立的合资证券公司，公司总部位于北京，同时在上海设有负责证券承销与保荐业务的分公司，在深圳前海设有负责证券经纪业务的分公司。
2025年7月，正式更名为北京证券有限责任公司，自此北京证券时隔20年的再次回归。

## 公司成立
2007年下半年，方正证券分别与瑞士信贷和花旗集团洽谈成立一家主要经营投资银行业务的合资券商。
2008年6月13日，证监会批准设立瑞信方正证券有限责任公司，其中方正证券与瑞士信贷分别持有66.7%和33.3%。2005年瑞银集团获准重组北京证券成立瑞银证券后，因券商综合整治工作的需要，合资券商审批一度暂停。瑞信方正是2008年1月1日，修订后的《外资参股证券公司设立规则》和新制定的《证券公司设立子公司试行规定》正式施行以来，通过证监会审批的第一家合资券商。
2008年10月24日，瑞信方正正式成立，时任方正证券董事长兼任瑞信方正董事长。因监管要求，方正证券将投行相关业务全部剥离注入到合资公司，并不再从事任何投行业务。成立之初，瑞信方正力争3年内股票及债券承销进全国前六。

## 增资更名
2014年8月1日，方正证券发行股份收购中国民族证券100%股权获证监会核准批复。根据证监会要求，方正证券必须在控股民族证券5年内解决方正证券与瑞信方正、民族证券的同业竞争问题。2018年4月，证监会公布《外商投资证券公司管理办法》，境外股东持有证券公司的股权比例放宽至51.00%。随后，瑞士信贷在5月18日向方正证券提出，希望以非公开协议方式单方面向瑞信方正增资，增资方案于2018年6月15日获方正证券董事会通过。2019年4月15日，方正证券同意与瑞信签署增资的相关协议。
2020年6月1日，瑞信集团正式宣布，完成对瑞信方正增资，取得在华合资证券公司的控股权。瑞信出资6.2847亿元参与增资，其中2.8898亿元在增资完成后纳入瑞信方正注册资本，剩余的3.3949亿元计入公司资本公积。瑞信集团对瑞信方正的持股比例由33.30%提高至51.00%，而方正证券降至49%。2021年6月30日，瑞信集团宣布，其中国证券合资公司瑞信方正证券有限责任公司（简称瑞信方正）更名为瑞信证券（中国）有限公司（简称瑞信证券）。
2020年4月1日起，证监会正式取消证券公司外资股比限制，同月，证监会核准瑞信方正证券增加和变更资本，以及变更控股股东申请。2020年6月29日，注册资本由8亿元增加至10.89亿元，方正证券在此轮增资中股权遭遇稀释，从66.7%下降为49%，而瑞信集团持有瑞信方正证券股权则从33.3%变更为51%成为瑞信方正证券控股股东，后续瑞信方正证券董事长和总经理均发生了变动。同日，瑞信方正更名为瑞信证券（中国）有限公司。